# Джермантаун (округ Джуно, Вісконсин)
Джермантаун (англ. Germantown) — місто (англ. town) в США, в окрузі Джуно штату Вісконсин. Населення — 1628 осіб (2020).

## Демографія
Згідно з переписом 2010 року, у місті мешкала 1471 особа в 678 домогосподарствах у складі 456 родин. Було 1731 помешкання
Расовий склад населення:
| - 97,6 % — білих - 0,7 % — корінних американців - 0,2 % — азіатів - 0,1 % — чорних або афроамериканців |

До двох чи більше рас належало 0,9 %. Частка іспаномовних становила 1,7 % від усіх жителів.
За віковим діапазоном населення розподілялося таким чином: 15,5 % — особи молодші 18 років, 55,9 % — особи у віці 18—64 років, 28,6 % — особи у віці 65 років та старші. Медіана віку мешканця становила 51,9 року. На 100 осіб жіночої статі у місті припадало 105,2 чоловіків;  на 100 жінок у віці від 18 років та старших — 108,9 чоловіків також старших 18 років.
Середній дохід на одне домашнє господарство  становив 66 569 доларів США (медіана — 50 521), а середній дохід на одну сім'ю — 75 272 долари (медіана — 59 531). Медіана доходів становила 48 906 доларів для чоловіків та 37 500 доларів для жінок. За межею бідності перебувало 11,5 % осіб, у тому числі 18,0 % дітей у віці до 18 років та 6,1 % осіб у віці 65 років та старших.
Цивільне працевлаштоване населення становило 583 особи. Основні галузі зайнятості: мистецтво, розваги та відпочинок — 18,4 %, роздрібна торгівля — 17,2 %, освіта, охорона здоров'я та соціальна допомога — 17,0 %.